# Oedotingis
Oedotingis is een geslacht van wantsen uit de familie van de Tingidae (Netwantsen). Het geslacht werd voor het eerst wetenschappelijk beschreven door Carl John Drake in 1942.

## Soorten
Het genus bevat de volgende soorten:

- Oedotingis mexicana Drake, 1948
- Oedotingis williamsi (Drake, 1928)